# Ярошевский, Василий Александрович
Васи́лий Алекса́ндрович Ярошевский (27 июня 1932 года — 17 июля 2014 года) — учёный в области авиации и космоса, доктор технических наук, профессор, член-корреспондент РАН.

## Биография
Окончил МФТИ, с отличием. Ученик А. А. Дородницына.
С 1956 года работал в ЦАГИ в должностях начальника сектора, научного руководителя отделения динамики полёта и систем управления летательными аппаратами.
Заведовал кафедрой прикладной механики на факультете аэромеханики и летательной техники МФТИ. Заслуженный профессор МФТИ (с 2004 года).
Член-корреспондент РАН по отделению энергетики, машиностроения, механики и процессов управления (процессы управления) с 31 марта 1994 года.
Основные труды посвящены управлению полётом и динамики летательных аппаратов (в том числе космических).

Могила В. А. Ярошевского на Быковском кладбище в Жуковском

Василий Александрович был внуком академика В. П. Горячкина, он жил в городе Жуковском Московской области. В. А. Ярошевский умер в 2014 году, он похоронен на Быковском мемориальном кладбище.